# Quiríaco de Tréveris
São Quiríaco de Tréveris é um santo e mártir, de cuja história pouco se conhece. Foi martirizado em Tréveris, hoje Alemanha, em data incerta, provavelmente no IV século.